# Saba Soulkhan Orbéliani

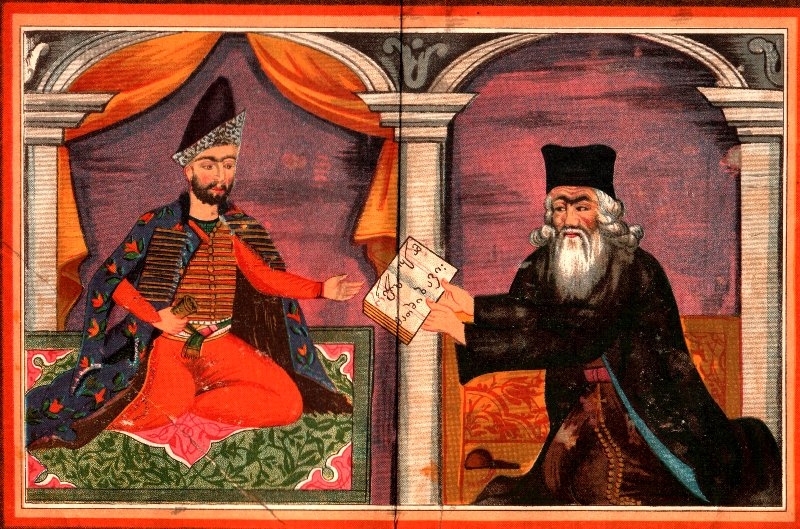
Sulkhan Saba et le roi Vakhtang VI de Karthli.

Sulkhan-Saba Orbéliani (en géorgien : სულხან-საბა ორბელიანი), né le 4 novembre 1658 à Tandzia et décédé le 26 janvier 1725 à Moscou était un noble poète et moine géorgien converti au catholicisme.

## Biographie
Il était issu d'une famille princière qui était une branche de la famille Bagration. Il est une grande personnalité de Géorgie, fabuliste, lexicographe, traducteur, diplomate. Jean Richard, missionnaire français disait de lui : « je crois qu'il est le père de la Géorgie ».
Il vint deux fois à la cour de Louis XIV où il fit connaissance de Jean de La Fontaine.
Il se rendit à Rome où il rencontra le pape Clément XI et là se convertit au catholicisme et trouva douze capucins, missionnaires, pour l'aider à son retour en son pays la Karthli (Géorgie). Il écrivit un célèbre dictionnaire géorgien dont les mots y figurant ne sont que fort rarement utilisé et un recueil de fables le livre de la sagesse et du mensonge.